# Qilakitsoq
Qilakitsoq ist eine grönländische verlassene Siedlung und eine bedeutende archäologische Stätte. Es wurde als Fundort von acht mumifizierten Leichen aus der Zeit der Thule-Kultur bekannt. Die Inuit-Mumien von Qilakitsoq eröffneten wichtige Einblicke in das Leben der Inuit vor ca. 500 Jahren.
Qilakitsoq liegt in Westgrönland nahe der Stadt Uummannaq am Nordufer der Halbinsel Nuussuaq (grönländisch: Großes Kap) an einer geschützten Bucht des Uummannap Kangerlua. Der grönländische Name bedeutet „Der nur wenig Himmel hat“ und bezieht sich vermutlich auf die umgebenden steilen Klippen und den hier sehr häufig auftretenden Nebel.

## Geschichte
Bereits vor ca. 4300 Jahren wurde diese Gegend erstmals von Menschen der Saqqaq-Kultur vermutlich über Ellesmere Island besiedelt. Eine spätere Migrationswelle aus Alaska über Kanada nach Grönland um das Jahr 1000 n. Chr. hatte eine neuerliche Besiedlung der Region um Qilakitsoq zur Folge. Zur Zeit dieser so genannten Thule-Kultur, die bis ca. 1800 n. Chr. währte, befand sich hier eine etwa 30 Einwohner zählende Siedlung. Als Jäger und Fänger lebten sie hier hauptsächlich im Winter in Sodenhäusern, während sie den Sommer auf ausgedehnten Jagdreisen in den umgebenden Fjorden in ihren Zelten verbrachten. Diese Region gilt als sehr wildreich, neben Robben und Walen wurden hier vermutlich auch Eisbären, Rentiere und Schneehühner gejagt und Fischfang betrieben.
Die erste Beschreibung Qilakitsoqs, das von den Europäern damals „Killekitok“ genannt wurde, stammt aus dem Jahre 1789, kurz nach der Gründung der Kolonie Uummannaq (1761). Zu dieser Zeit war Qilakitsoq ebenso wie andere ähnliche Siedlungen nur zeitweise im Winter bevölkert; Die Lebensweise war damals der Thule-Kultur zuzurechnen und mit der zu Lebzeiten der Mumien um das Jahr 1500 vergleichbar. Die letzte Beschreibung einer bestehenden Besiedlung Qilakitsoqs stammt aus dem Jahr 1811. Kurz danach wurde die Siedlung offenbar von ihrer angestammten Bevölkerung verlassen. Ein Grund hierfür könnte die Nahrungskonkurrenz mit den neu angekommenen Europäern gewesen sein, die hier Robbenjagd mit Netzen in großem Maßstab betrieben.

## Funde
Bereits 1903 fand Qilakitsoq als archäologische Fundstätte Beachtung, als der damalige Kolonialverwalter mehrere entdeckte Artefakte an das Dänische Nationalmuseum sandte. Darunter befanden sich Haushaltsgegenstände und Jagdwerkzeuge, meist jüngeren Datums.
In Qilakitsoq gibt es mehrere Gräber und bis heute kann man unter Steinhaufen menschliche Überreste finden. Doch erst am 9. Oktober 1972 entdeckten die zwei Jäger Hans und Jokum Grønvold aus Uummannaq, als sie hier Schneehühner jagten, das Grab mehrerer Mumien. Sie deckten sie wieder zu und setzten umgehend die Behörden in Kenntnis. Trotzdem dauerte es bis zum Jahr 1978, ehe erste wissenschaftliche Untersuchungen der Grabstätte stattfanden und bald darauf die Mumien nach Kopenhagen zur Untersuchung überführt wurden. In der Zwischenzeit waren bereits leichte Schäden durch unvorsichtige Besucher entstanden, so hatten Hans und Jokum Grønvold mehrere Male die teilweise abgedeckten Gräber wieder repariert.
1982 wurden die Mumien im Zuge der Rückführung grönländischer Kulturgüter wieder nach Grönland zurückgebracht. An ihrem jetzigen Aufbewahrungsort im Grönländischen Nationalmuseum (Kalaallit Nunaata Katersugaasivia) in der grönländischen Hauptstadt Nuuk sind die vier besterhaltenen Mumien öffentlich ausgestellt und stellen eine der größten Touristenattraktionen Nuuks dar.

### Die Grabstätte
Das Grab der acht Mumien unterscheidet sich von den anderen Gräbern Qilakitsoqs insofern, als es als einziges ungefähr 200 m außerhalb der Siedlung liegt und mehrere Leichname enthielt. Es befindet sich unterhalb eines überhängenden Felsens und besteht, wie das aufgrund des Mangels an geeigneter Erde üblich war, aus einer Aufeinanderhäufung großer Steine. Diese Anlage bot optimale Bedingungen für eine natürliche Mumifikation: Die Körper waren in kalter und trockener Atmosphäre vor Witterungseinflüssen und Tierfraß geschützt und gut belüftet.
Die Leichname wurden hier in zwei Gruppen, nur ungefähr einen Meter voneinander entfernt, aufeinandergestapelt. Sie waren vollständig bekleidet und mit Robbenfellen, flachen Steinen und Gras gepolstert und bedeckt.

### Die Mumien

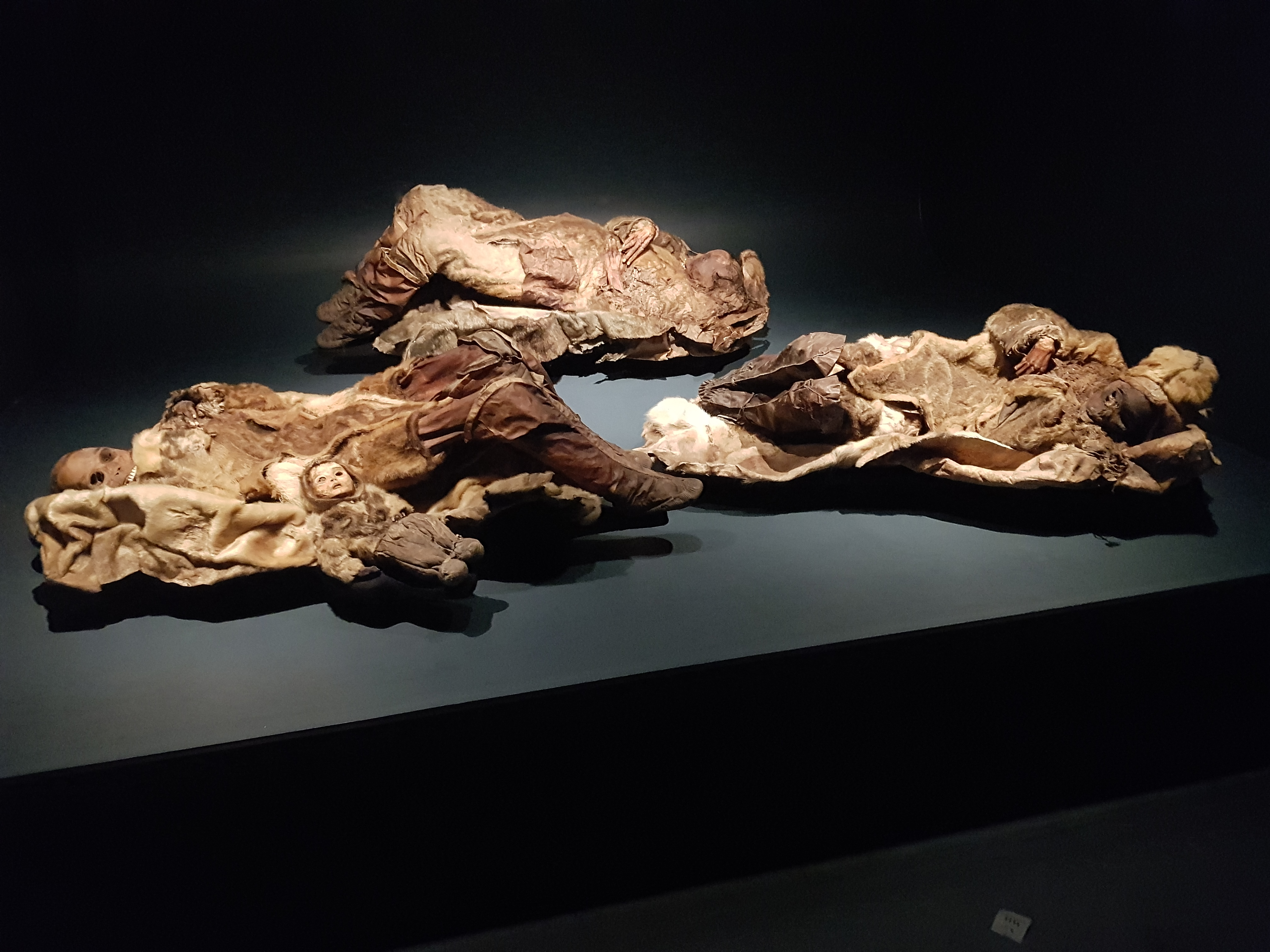
Vier der Mumien im Nationalmuseum in Nuuk (2022)

Aufgrund von Hinweisen wie Lebensalter und Lage wurde lange Zeit von zwei miteinander nicht verwandten Familien ausgegangen, später konnten aufgrund von mtDNA-Analysen Verwandtschaftsbeziehungen zwischen den Menschen in beiden Gräbern nachgewiesen werden. Die Radiokohlenstoffdatierung der Mumien ergab als wahrscheinlichen Todeszeitpunkt das Jahr 1475 mit einem Messfehler von ±50 Jahren. Die Untersuchung erfolgte möglichst schonend, die vier besterhaltenen Mumien wurden weder entkleidet noch geöffnet. Auch auf intensive Konservierungsmaßnahmen wurde verzichtet.
Die Nummerierung der Mumien folgt der Einteilung der Erstuntersucher: Hierbei wurden die Leichname nach Gräbern getrennt von oben nach unten durchnummeriert.

#### Grab I

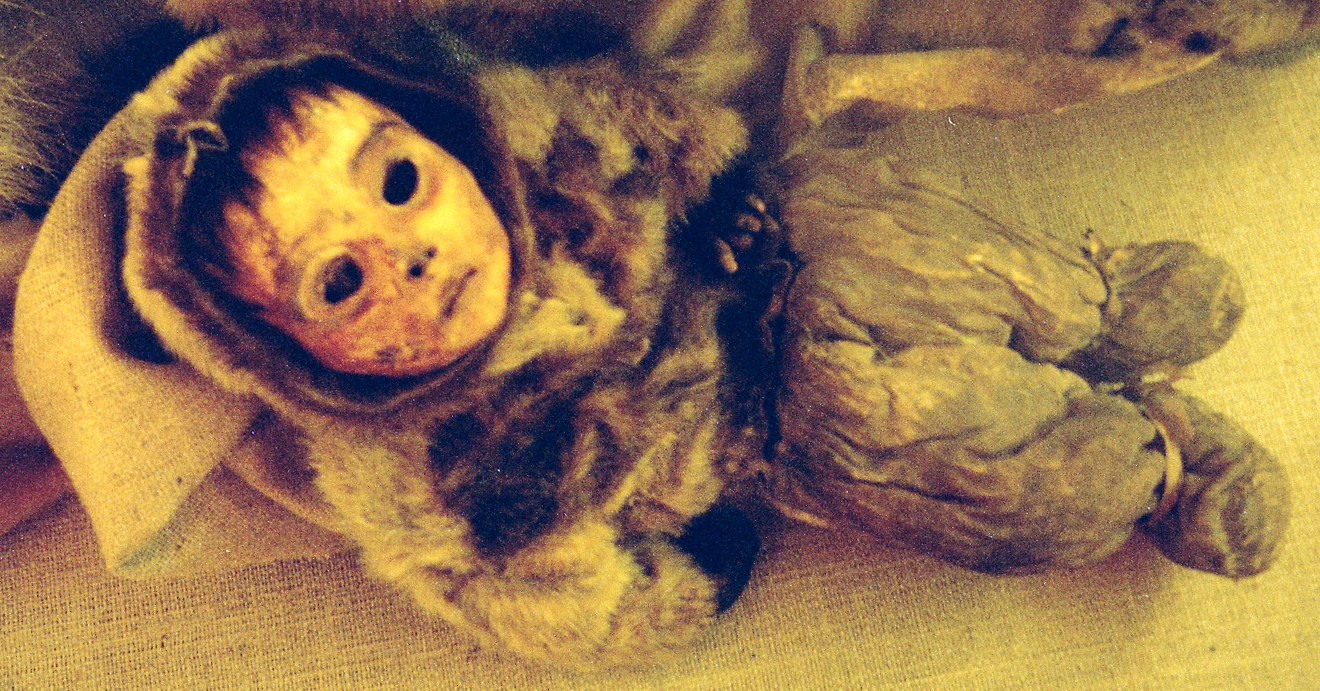
Mumie I/1

I/1 ca. 6 Monate alter Junge
Diese am besten erhaltene Mumie wurde anfänglich von den Entdeckern für eine Puppe gehalten. Vermutlich ist die besonders gute Konservierung auf den schnelleren Verlust von Körperwärme durch die geringere Körpergröße zurückzuführen. Er stammt wahrscheinlich von I/4 oder II/7 ab. Es wird als möglich erachtet, dass er nach dem Tod seiner Mutter lebendig begraben oder erstickt wurde, wie dies mit Kindern bis zum zweiten Lebensjahr in solchen Fällen üblich war, um sie nicht einem langsamen Verhungern auszusetzen.
I/2 vierjähriger Junge
Auch bei diesem Jungen, wahrscheinlich Sohn von I/3, liegt die Vermutung nahe, dass er lebendig ausgesetzt wurde, insbesondere deshalb, da er vermutlich das Down-Syndrom aufwies und das Aussetzen behinderter Kinder damals eine verbreitete Vorgangsweise war. Für das häufig vorkommende Erdrosseln als Todesursache gibt es jedoch keine Anzeichen. Der Junge könnte aber auch an den mittelbaren Folgen seiner Krankheit gestorben sein. Es gibt Hinweise, dass zumindest diese Mumie nach dem Tod noch umgebettet wurde.
I/3 20- bis 30-jährige Frau
Hier handelt es sich vermutlich um die Tochter von II/6 oder II/8 und nicht, wie ursprünglich angenommen, um die Schwester von I/4. Auch diese Frau ist im Museum in Nuuk ausgestellt. Mögliche Todesursachen sind ein Nierenstein oder ein Darmverschluss.
I/4 über 30-jährige Frau
Auch diese Mumie ist gut erhalten und in Nuuk zu besichtigen. Es könnte sich um die Schwester von II/7 handeln.
I/5 ca. 50-jährige Frau
Diese Frau ist nach den Ergebnissen der DNA-Analyse nicht mütterlicherseits verwandt mit irgendeiner der anderen Mumien.

#### Grab II

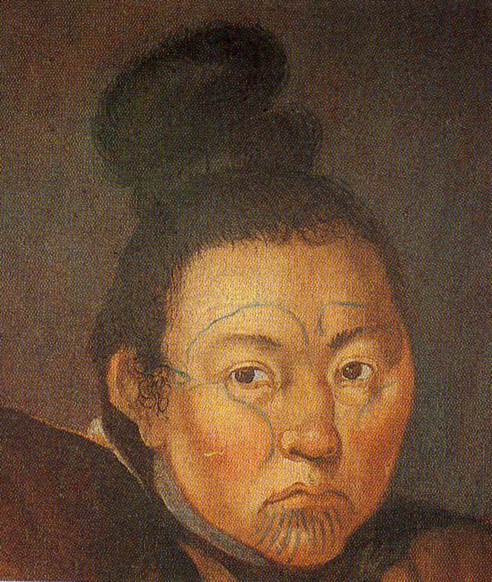
Verheiratete Grönländerin im Jahr 1654. Die Tätowierung entspricht fast exakt jenen der erwachsenen Mumien in Qilakitsoq.

II/6 ca. 50-jährige Frau
Bei dieser gut erhaltenen Mumie, die im Museum zu besichtigen ist, handelt es sich vermutlich um die Schwester von II/8. Ihre Tätowierung unterscheidet sich auffällig von denen der anderen Frauen.
II/7 ca. 20-jährige Frau
Diese Frau könnte die Schwester von I/4 gewesen sein. Sie war als einzige der erwachsenen Frauen nicht tätowiert, was auf ihren unverheirateten Familienstand hinweisen könnte. In ihrem Darm wurden Nahrungsreste entdeckt, die Aufschluss über ihre Ernährung gaben. Wie erwartet war der Anteil pflanzlicher Nahrung niedrig, überraschenderweise fand man neben Pollen jedoch auch Reste immergrünen, teilweise verbrannten Holzes, das in dieser Region nicht vorkommt. In ihrer Lunge wurde mehr Ruß gefunden als bei heutigen Großstadtbewohnern, was vor allem auf die Tranlampen in den engen Behausungen zurückzuführen ist. Die Mumie ist im Vergleich zu ihrer gut konservierten Kleidung verhältnismäßig schlecht erhalten. Obwohl ihre inneren Organe gründlich untersucht wurden, konnte kein Hinweis auf die Todesursache gefunden werden.
II/8 ca. 50-jährige Frau
Diese Mumie ist sehr schlecht konserviert. Es könnte sich um die Schwester von II/6 handeln. Die Frau litt unter einem bösartigen Tumor im Endstadium, der vermutlich Hör- und Sehsinn beeinträchtigte, sowie einem schlecht verheilten Schulterbruch. Ihr schlechter Gesundheitszustand könnte eine der möglichen Todesursachen sein. Wie bei allen älteren Frauen fehlten auch ihr mehrere Zähne. Weiterhin zeigten bei allen älteren Mumien die Zähne deutliche Abnutzungserscheinungen, die neben der zähen Nahrung vor allem der Beanspruchung der Zähne beim Enthaaren (hier wurden die Felle meist zum Abschaben mit den Zähnen gehalten) und Gerben von Leder zuzuschreiben sind. Angesichts der schwer zu kauenden fleischlichen, häufig auch rohen Nahrung waren schlechte Zähne bei den Inuit besonders gefährlich.

### Kleidung
Alle Mumien waren vollständig bekleidet, sodass nicht nur die Kleidung, sondern auch ihre Verwendung hinreichend untersucht werden konnte. Die Sitte, Menschen bekleidet zu begraben, leitet sich von der Vorstellung ab, die Verstorbenen bräuchten diese Kleidung auf ihrer Reise ins Land der Toten. Insgesamt wurden 78 Stück Kleidung entdeckt. Insbesondere sind die Kamit (Singular: Kamik) zu erwähnen, nahezu wasserdicht vernähte Stiefel aus Robbenfell, die mit Heu gegen die Kälte isoliert waren. Unter den Kamit wurden meist noch Socken getragen. Grundsätzlich trugen die Mumien zwei Schichten Kleidung: äußere und innere (meist kurze) Hosen und jeweils einen äußeren und einen inneren Anorak, Mumie II/8 sogar drei. Die inneren Anoraks bestehen zum Großteil aus Vogelleder, wobei für einen Anorak bis zu fünf verschiedene Vogelarten verarbeitet wurden, die äußeren Schichten bestehen aus Robbenfellen. Die Verwendung verschiedener Farben und ihre Anordnung lassen auf die bewusste Gestaltung nach ästhetischen Gesichtspunkten schließen.

## Andere Mumienfunde in Grönland
Ähnliche, jedoch meist nicht so gut erhaltene Mumienfunde wurden etwa auf der Insel Uunartoq im Süden Grönlands und am Berg Pisissarfik in der Nähe von Nuuk gemacht.